# Аурелія
Аурелія (Aurelia) — рід медуз, які зазвичай називають місячними медузами, які належать до класу Scyphozoa. Наразі є 25 прийнятих видів і багато тих, які досі офіційно не описані.

## Зовнішній вигляд
Подібний вигляд місячних медуз робить їх важко ідентифіковуваними. Їхні розміри переважно коливаються в діаметрі 5–38 см із середньою шириною 18 см і висотою 8 см. Дорослі медузи зазвичай мають напівпрозорий колір, але колір їх кишківника може змінюватися залежно від того, що вони їдять; наприклад, якщо вони їдять ракоподібних, вони можуть мати рожевий або лавандовий відтінок, а якщо вони їдять соляні креветки, відтінок буде більше оранжевого кольору. Їхні поліпи зазвичай мають близько 16 щупалець (хоча Aurelia insularia має 27–33 щупальці), які переважно допомагають харчуватися.

## Харчування
Дієта Аурелії схожа на дієту інших медуз. В основному вони харчуються зоопланктоном. Вони можуть полювати на комерційно важливу рибу та її личинки або конкурувати з ними, а також створювати кілька проблем для тралових суден, коли відбуваються великі скупчення, оскільки вони можуть засмічувати та пошкоджувати рибальські мережі, а також змушувати рибалок переміщатися.